# Cyrtodactylus murua
Cyrtodactylus murua es una especie de gecos de la familia Gekkonidae.

## Distribución geográfica
Es endémica de la isla Woodlark (Papúa Nueva Guinea).